# Nieuwe Aa
De Nieuwe Aa is en was een omleidingstak van de beek de Aa die ten oosten van de stad Helmond loopt. De oorspronkelijke bedding van de Aa liep meer westelijk maar moest wijken toen de Haven en een bedrijventerrein werd aangelegd. Ook de Nieuwe Aa heeft uiteindelijk plaats moeten maken, en wel voor de omleiding van de Zuid-Willemsvaart.
De Aa was al enigszins omgeleid bij de aanleg van de oorspronkelijke Zuid-Willemsvaart, die in 1826 geopend werd. Bij de omleiding van dit kanaal langs het oosten van Helmond moest de Aa hier zelfs met een duiker onderdoor geleid worden. Iets verderop begint de eigenlijke Nieuwe Aa, die tegenwoordig echter tussen bedrijfsgebouwen door loopt. Deze is aangelegd tussen 1933 en 1945. De Oude Aa bleef voorlopig dwars door de stad lopen. Ze was sterk vervuild.
Liep de Nieuwe Aa vroeger verder naar het noorden, tegenwoordig komt ze in het omgeleide kanaal uit ter hoogte van de spoorlijn die Helmond met Venlo verbindt. Ze is niet helemaal opgeheven omdat ze benedenstrooms van de sluis in het kanaal moest vloeien. Enkele kilometer noordelijker komt ook de Bakelse Aa in het omgeleide kanaal uit. Pas ten noorden van Helmond, bij de Pater Eustachiuslaan te Beek en Donk, verlaat de Aa het kanaal weer. Hier kan het water door middel van een stuw worden gereguleerd. De omleiding van de Zuid-Willemsvaart kwam gereed in 1993.